# Saint Erkenwald
Saint Erkenwald est un poème allitératif en moyen anglais rédigé au XIVe siècle. Il ne subsiste que dans un seul manuscrit (MS Harley 2250) conservé à la British Library. Parfois attribué au Pearl Poet par le passé, cette attribution est aujourd'hui rejetée et son auteur est considéré comme inconnu[réf. souhaitée].
Long de 352 vers, le poème relate un miracle attribué à Erkenwald, un évêque de Londres du VIIe siècle. Le saint homme s'entretient avec la dépouille ranimée d'un juge breton mort avant la naissance du Christ. Jamais baptisé, ce juge est condamné à résider à jamais dans les limbes, malgré la bonté et l'équité dont il a fait preuve de son vivant. Ému par son histoire, Erkenwald verse une larme qui suffit à baptiser le défunt et à lui apporter la paix éternelle.
Cette histoire de « païen vertueux » rappelle une légende similaire, très populaire au Moyen Âge, où les rôles de l'évêque et du juge sont tenus par le pape Grégoire le Grand et l'empereur Trajan.